# Rosohaci, Skole
Rosohaci (în ucraineană Росохач) este localitatea de reședință a comunei Rosohaci din raionul Skole, regiunea Liov, Ucraina.

## Demografie
Componența lingvistică a localității Rosohaci
     Ucraineană (100%)
Conform recensământului din 2001, toată populația localității Rosohaci era vorbitoare de ucraineană (100%).